# Bulbophyllum dusenii
Bulbophyllum dusenii là một loài phong lan thuộc chi Bulbophyllum.